# Willem II in het seizoen 1958/59
Het seizoen 1958/1959 was het vijfde jaar in het bestaan van de Tilburgse betaaldvoetbalclub Willem II. De club kwam uit in de Eredivisie en eindigde daarin op de 16e plaats. Tevens deed de club mee aan het toernooi om de KNVB Beker, hierin werd in de eerste ronde verloren van TOP (1–2).

## Wedstrijdstatistieken

### Eredivisie
|       | ADO   | Ajax  | Blauw-Wit | DOS   | DWS/A | Elinkwijk | Sportclub Enschede | Feijenoord | Fortuna '54 | MVV   | NAC   | NOAD  | PSV   | Rapid JC | SHS   | Sparta | VVV   |
| ----- | ----- | ----- | --------- | ----- | ----- | --------- | ------------------ | ---------- | ----------- | ----- | ----- | ----- | ----- | -------- | ----- | ------ | ----- |
| Thuis | 1 – 1 | 5 – 1 | 3 – 1     | 2 – 6 | 2 – 1 | 5 – 1     | 3 – 3              | 2 – 1      | 0 – 4       | 3 – 3 | 1 – 5 | 1 – 2 | 1 – 0 | 2 – 0    | 5 – 0 | 0 – 0  | 0 – 3 |
| Uit   | 7 – 3 | 3 – 1 | 6 – 2     | 2 – 0 | 4 – 1 | 4 – 2     | 1 – 1              | 6 – 1      | 5 – 4       | 2 – 4 | 4 – 0 | 1 – 2 | 3 – 0 | 4 – 0    | 6 – 1 | 3 – 0  | 5 – 2 |

### KNVB beker
| 1e ronde                              | TOP                                 | 2 – 1 (0 – 1) | Willem II       |
| 1 januari 1959 Plaats: Oss Heescheweg | Van Dinther 72' Piet Timmermans 88' |               | 30' Ad Smolders |

## Statistieken Willem II 1958/1959

### Eindstand Willem II in de Nederlandse Eredivisie 1958 / 1959
| Stand | Gespeeld | Gewonnen | Gelijk | Verloren | Punten | Doelpunten voor | Doelpunten tegen |
| ----- | -------- | -------- | ------ | -------- | ------ | --------------- | ---------------- |
| 16e   | 34       | 10       | 5      | 19       | 25     | 60              | 98               |

### Topscorers
| #      | Naam             | Goal |
| ------ | ---------------- | ---- |
| 1.     | Coy Koopal       | 17   |
| 2.     | Piet de Jong     | 15   |
| 3.     | Gerrit de Wit    | 9    |
| 3.     | Kurt Zaro        | 9    |
| 5.     | Ad Smolders      | 4    |
| 6.     | Ad Brocken       | 2    |
| 6.     | Nico van Elderen | 2    |
| 8.     | Jan Brooijmans   | 1    |
| 8.     | Jan Druyts       | 1    |
| Totaal | Totaal           | 60   |

| #      | Naam        | Goal |
| ------ | ----------- | ---- |
| 1.     | Ad Smolders | 1    |
| Totaal | Totaal      | 1    |

## Voetnoten
ADO ·
Ajax ·
Blauw-Wit ·
DOS ·
DWS/A ·
Elinkwijk ·
Sportclub Enschede ·
Feijenoord ·
Fortuna '54 ·
MVV ·
NAC ·
NOAD ·
PSV ·
Rapid JC ·
SHS ·
Sparta ·
VVV ·
Willem II